# 絶叫ライブラリー
『絶叫ライブラリー』（絶叫ライブラリー）は、2015年から講談社より刊行されたアンソロジーコミック形式のホラー漫画集。全7集が刊行された。小説版も全4冊刊行されている。

## 概要
2015年3月刊の第14集『本当にヤバイホラーストーリー・初恋地獄』をもって完結後、同年6月以降に後継のコミックホラーアンソロシーとして刊行された。各巻とも、絶叫ライブラリーと言われる図書室の図書委員、八重子が案内役を務める。複数の作家による描き下ろしの短編を収録している。
小説版はそれらのエピソードのノベライズで、タイトルは『小説なかよしホラー 絶叫ライブラリー』。

## 各巻
漫画
- 絶叫ライブラリー 呪われた赤い本 (講談社コミックスなかよし)　ISBN 9784063644685　2015/6/5
- 絶叫ライブラリー 悪魔のチェーンメール (講談社コミックスなかよし)　ISBN 9784063644722　2015/7/6
- 絶叫ライブラリー 着信は深夜に鳴る (講談社コミックスなかよし)　ISBN 9784063644814　2015/9/4
- 絶叫ライブラリー 後ろにだれかいる (講談社コミックスなかよし)　ISBN　9784063644869　2015/12/4
- 絶叫ライブラリー 恐怖のかくれんぼ (講談社コミックスなかよし)　ISBN　9784063915051　2016/3/23
- 絶叫ライブラリー 恐怖のコイバナ (講談社コミックスなかよし)　ISBN 9784063915181　2016/7/6
- 絶叫ライブラリー 学校には霊がいる (講談社コミックスなかよし)　ISBN 9784063915211　2016/8/5

小説
- 小説なかよしホラー 絶叫ライブラリー 初カレ地獄 (講談社KK文庫)　ISBN　9784061995710　2015/7/3
- 小説なかよしホラー 絶叫ライブラリー 友だち地獄 (講談社KK文庫)　ISBN　9784061995727 2015/7/3
- 小説なかよしホラー 絶叫ライブラリー 悪魔のログイン (講談社KK文庫)　ISBN　 9784061995734　2015/7/31
- 小説なかよしホラー 絶叫ライブラリー 絶望の教室 (講談社KK文庫)　ISBN　9784061995741　2015/7/31